# Marko Putinčanin
Marko Putinčanin (cirílico serbio: Марко Путинчанин; nacido el 16 de diciembre de 1987) es un futbolista serbio que jugó recientemente en el FK Napredak. Puede jugar como centrocampista o lateral derecho.

## Carrera
Putinčanin ha jugado para los clubes de su país de origen FK Radnički Nova Pazova, FK Zemun y FK Bežanija, antes de unirse al club albanés Dinamo Tirana en 2009.
En diciembre de 2014, dejó FC Zhetysu después de una temporada en el club.
En enero de 2018, firmó un contrato de 18 meses con el club serbio FK Vojvodina.
A finales de junio de 2018, fichó por el club esloveno Olimpija Ljubljana.
| Equipo   | Año(s)    | Partidos | Goles |
| -------- | --------- | -------- | ----- |
| FK Zemun | 1993–2004 |          |       |

| Equipo                  | Año(s)    | Partidos | Goles |
| ----------------------- | --------- | -------- | ----- |
| FK Radnički Nova Pazova | 2004–2006 |          |       |
| FK Zemun                | 2006–2007 | 19       | 0     |
| FK Bežanija             | 2007–2009 | 43       | 2     |
| FK Dinamo Tirana        | 2009–2011 | 46       | 1     |
| FK Bežanija             | 2011–2012 | 26       | 3     |
| FK Donji Srem           | 2012      | 13       | 1     |
| FK Bežanija             | 2013      | 27       | 4     |
| FC Zhetysu              | 2014      | 30       | 0     |
| FK Radnik Surdulica     | 2015–2016 | 33       | 0     |
| FK Voždovac             | 2016–2018 | 54       | 3     |
| FK Vojvodina            | 2018      | 15       | 1     |
| NK Olimpija Ljubljana   | 2018–2020 | 38       | 4     |
| FK Voždovac             | 2020      | 19       | 5     |
| Navbahor Namangan       | 2021      | 8        | 0     |
| FCI Levadia             | 2021–2022 | 33       | 4     |
| FK Napredak Kruševac    | 2022–2023 | 28       | 3     |

*Partidos y goles actualizados al 27 de diciembre de 2023